# Desolate
Desolate e българска метъл група основана в София през 1992 година.

## Състав
| Последни членове - Илко Гиздов – вокали, клавиши (1992–2001) - Ивайло Гаманов – барабани (1993–2001) - Данаил Андонов – бас (1995–2001) - Владислав Стоянов – китара (1995–2001) - Методи Панов – китара (1995–2001) |  | Предишни членове - Андре Матеев – бас (1992–1994) - Никола Сърбинов – барабани (1992–1993) - Младен Захариев – китара (1992–1994) |

## Дискография

### Албуми
- 1994: A Shadowed Dying Conscience
- 1998: Eventide of the Orb and Heavens